# كينتا هوشيهارا
كينتا هوشيهارا (باليابانية: 星原 健太) (مواليد 1 مايو 1988)، هو لاعب كرة قدم ياباني سابق كان يلعب كمدافع.

## وصلات خارجية
- كينتا هوشيهارا على موقع الاتحاد الدولي (مؤرشف)  (الإنجليزية)
- كينتا هوشيهارا على موقع رابطة كرة القدم اليابانية للمحترفين (اليابانية)
- كينتا هوشيهارا على موقع قاعدة بيانات كرة القدم.إي يو (الإنجليزية)
- كينتا هوشيهارا على موقع Soccerway.com (الإنجليزية)
- كينتا هوشيهارا على موقع عالم كرة القدم.نت (الإنجليزية)
- كينتا هوشيهارا على موقع كووورة